# John Cleese
John Marwood Cleese (Weston-super-Mare, Inglaterra, 27 de octubre de 1939) es un actor y comediante inglés, conocido por haber sido uno de los seis miembros del grupo cómico Monty Python.

## Biografía
Su padre, un vendedor de seguros, cambió el apellido de la familia de Cheese a Cleese debido al significado de la palabra cheese, que en inglés es ‘queso’. Cleese estudió Derecho en la Universidad de Cambridge. Se ha casado varias veces, una de ellas con la también actriz Connie Booth, que participó en varios proyectos de los Monty Python.
Cleese, el más alto del grupo, se especializó en representar a personajes formales y graves. Entre sus más populares creaciones se encuentran el especialista en discusiones, sir Lancelot, en Los caballeros de la mesa cuadrada y sus locos seguidores, el señor Teabags en El Ministerio de Andares Tontos y el arquitecto de mataderos que quería ser masón.
También llegó a ser famoso como el presentador de la BBC que aparecía sentado frente a un escritorio en lugares tan extraños como una calle, una playa o un camión, y que decía la frase «And now for something completely different» («y ahora algo totalmente diferente»), que se convirtió en eslogan de los Monty Python.
Cleese abandonó el grupo después de que finalizara la tercera parte de la serie de Monty Python's Flying Circus en 1973, aunque volvió al año siguiente para tomar parte en la película Los caballeros de la mesa cuadrada y sus locos seguidores. Es probablemente el miembro del grupo Monty Python que más éxitos ha cosechado en el cine, donde ha trabajado en numerosas películas, como Un pez llamado Wanda —Los enredos de Wanda en otros países hispanohablantes—, Criaturas feroces, Harry Potter y la piedra filosofal, The World Is Not Enough y Die Another Day, entre otras. Ha participado también en series televisivas, la más famosa de las cuales es Fawlty Towers.

## Filmografía

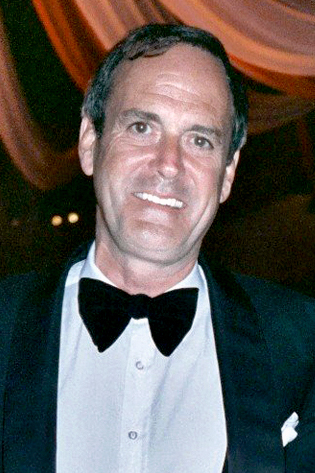
John Cleese en la entrega de los premios Óscar, 1989

### Como actor
Ha participado en un total de 122 películas como actor:
- Se armó la gorda (1971), actor, guionista
- Los caballeros de la mesa cuadrada y sus locos seguidores (1975), actor, guionista
- Fawlty Towers (1975), actor
- La vida de Brian (1979), actor, guionista
- Los héroes del tiempo (1980), actor
- El sentido de la vida (1982), actor
- Silverado (1985), actor
- Siempre puntual (1986), actor
- Un pez llamado Wanda (1988), actor, guionista
- Erik, el vikingo (1989), actor
- Atraco a falda armada (1990), actor
- Fievel va al Oeste (1991), voz
- Recién nacido y ya coronado (1993), actor
- Frankenstein de Mary Shelley (1994), actor
- El libro de la selva: la aventura continúa (1994), actor
- Criaturas feroces (1996), actor
- El viento en los sauces (1997), actor
- George de la jungla (1997), voz
- Ella es única (1999), actor
- The World Is Not Enough (1999), actor
- Forasteros en Nueva York (1999), actor
- Harry Potter y la piedra filosofal (2001), actor
- Ratas a la carrera (2001), actor
- House of Mouse (2001), voz en off narrada
- Pluto Nash (2002), actor
- El pudding mágico (2002), actor
- Die Another Day (2002)
- Harry Potter y la cámara secreta (2002), actor
- Los ángeles de Charlie: Al límite (2003), actor
- George de la jungla 2 (2003), voz
- Esto no es un atraco (2003), actor
- La vuelta al mundo en 80 días (2004), actor
- Shrek 2 (2004), voz
- Valiant (2005), voz
- Diario de un ejecutivo agresivo (2006), actor
- Shrek tercero (2007), voz
- La telaraña de Carlota (2007), voz
- Ultimátum a la Tierra (2008), actor
- La Pantera Rosa 2 (2008), actor (inspector jefe Dreyfus)
- Igor (2008), voz
- Planet 51 (2009), voz (profesor Kipple)
- Shrek Forever After (2010), voz
- Spud (2010), actor (The Guv)
- Winnie the Pooh (2011), voz
- God Loves Caviar (2012)[12]
- Aviones (2013), voz
- Spud 2 (2013), actor (The Guv)
- Spud 3 (2014), actor (The Guv)
- Trolls (2016), voz
- Arctic Dogs (2019), voz
- El palacio (2023), actor

## Premios y distinciones
Premios Óscar
| Año  | Categoría            | Película             | Resultado |
| ---- | -------------------- | -------------------- | --------- |
| 1989 | Mejor guion original | Un pez llamado Wanda | Nominado  |

Globos de Oro
| Año  | Categoría                       | Película             | Resultado |
| ---- | ------------------------------- | -------------------- | --------- |
| 1988 | Mejor actor - Comedia o musical | Un pez llamado Wanda | Nominado  |

Premios BAFTA
| Año  | Categoría   | Película             | Resultado |
| ---- | ----------- | -------------------- | --------- |
| 1988 | Mejor actor | Un pez llamado Wanda | Ganador   |

## Honores y tributos
- Una especie de lémur, el Bemaraha woolly lemur (Avahi cleesei), nombrado en su honor. John Cleese mencionó eso en entrevistas de televisión. También hay una mención de honor en New Scientist —y la respuesta de John Cleese al honor—.[15]
- Asteroide 9618 Johncleese.
- 1996: declinó un CBE (comendador de la Orden del Imperio Británico).
- Hay un basural municipal de 45 m de alto nombrado monte Cleese en el vertedero de Awapuni en las afueras de Palmerston North después de que él apodara a la ciudad «capital del suicidio de Nueva Zelanda».[16]
- «The Universal Language», sketch satírico de All in the Timing, colección de obras cortas de David Ives, gira en torno a un lenguaje de ficción, unamunda, en el que la palabra en inglés es johncleese.
- Banda de rock poshardcore I Set My Friends on Fire tiene su tema en su álbum You Can't Spell Slaughter Without Laughter, titulado «Reese's Pieces, I Don't Know Who John Cleese Is?».
- Aparece como personaje no jugador (NPC) en el videojuego Payday 2.
- Festival del humor Ja! Bilbao en 2016, por «una brillante carrera profesional consagrada al humor innovador y satírico».